# حديقة السعداء (كتاب)
حديقة السعداء (بالتركيَّة الأذربيجانيَّة: Hadîkat üs-Süedâ) هو كتاب لمحمد بن سليمان فضولي البغدادي؛ ترجم فيه كتاب روضة الشهداء الفارسي لحسين الكاشفي إلى اللغة التركيَّة (الأذربيجانيَّة)، وأضاف إليه بعض المطالب فصار كتاباً مستقلاً، وقال آغا بزرگ الطهراني عند ذكره لهذا الكتاب في موسوعة الذريعة إلى تصانيف الشيعة أنَّه قد «رتبه على عشرة أبواب وخاتمة في مصائب الأنبياء من آدم إلى الخاتم ثم الخمسة النجباء، والخاتمة في سبى العترة الطاهرة».